# Memeler Dampfboot
Das Memeler Dampfboot war eine der ältesten und erfolgreichsten deutschsprachigen Tageszeitungen in Nordostpreußen bzw. im späteren Memelgebiet. Seit 1950 erscheint es in Oldenburg als Monatszeitung der Memelländer in Deutschland.
Die erste Ausgabe erschien ein Jahr nach der Revolution von 1848 am 3. Juli 1849 in Memel, das damals 10.000 Einwohner hatte. Hergestellt wurde sie in der Buchdruckerei Teubert und Stobbe. Seine Gründer gehörten der liberalen Revolutionsbewegung an, bezeichneten ihr Blatt als „eine anständige und eben liberal geleitete Zeitung“. Für die ersten 23 Jahre war August Stobbe alleiniger Drucker und Verleger. Bis 1850 erschien das Memeler Dampfboot zweimal, dann dreimal die Woche. 1852 kam das Memeler Kreisblatt hinzu, das zugleich die Reichweite erhöhte. Der Verleger Willy Siebert, Inhaber der Memeler Zeitung, kaufte 1872 die Druckerei und das Memeler Dampfboot. Nach einer Modernisierung des Betriebes erschien die Zeitung täglich, jedoch mit geringerer Seitenzahl. Dafür wurde ein erster Redakteur eingestellt, der fast sechzigjährige Rabbiner Isaak Rülf, aus Hessen stammend und in der Stadt Memel lebend.
Mit dem ersten Januar 1895 bekam das Memeler Dampfboot eine erste direkte Telefonverbindung nach Berlin und zu Beginn des 20. Jahrhunderts löste eine Rotationsmaschine die bisherige handbetriebene Schnellpresse ab. Zusätzlich unterstützte eine Linotype-Setzmaschine den zeitaufwändigen Handsatz. Nach sechzehn Jahren wurde Rülf 1898 durch den Münchener Ludwig Sochaczewer ersetzt, der in den Jahren vorher maßgeblichen Anteil an der Einführung des telefonischen Nachrichtendienstes in der Redaktion des Memeler Dampfbootes hatte. Damit konnten nicht nur aktuelle Nachrichten aus der Umgebung zeitnah gedruckt werden, sondern auch aus dem Deutschen Reich und dem Ausland.
Ab der Jahrhundertwende wechselten die Redakteure in kürzeren Abständen. 1908 zählte das Memeler Dampfboot 5600 Abonnenten in der Stadt, die zu diesem Zeitpunkt bereits 21.000 Einwohner hatte. Der vierteljährliche Abonnentenpreis betrug zwei Mark.
Der Erste Weltkrieg brachte eine immense Auflagensteigerung für das Memeler Dampfboot, da die deutschen Truppen im Baltikum informiert werden wollten. Nach der Besetzung des Memelgebietes durch Litauen musste der Königsberger Hauptschriftleiter Robert Leubner seine Position räumen, weil er jetzt als Ausländer galt. Diesen war es durch litauisches Gesetz verboten, Chefredakteur einer memelländischen Zeitung zu sein.
Der aus dem Schuldienst kommende Martin Kakies aus Schwarzort wurde 1927 Leubners Nachfolger. Er setzte sich für die Erhaltung und Stärkung des Deutschtums unter litauischer Besatzung ein. Das Memeler Dampfboot konnte so seine Popularität weiter steigern und erreichte Mitte der dreißiger Jahre eine Auflage von 17.000 Exemplaren. Für die Litauisch sprechende Bevölkerung bot der Dampfboot-Verlag ab 1888 die so genannte Lietuwiszka Ceitunga an, mit einer Auflage von rund 4.000 Exemplaren. Mit der erzwungenen Rückgliederung des Memelgebietes in das Deutsche Reich 1939, wurde auch das Memeler Dampfboot in eine zentral gesteuerte, nationalsozialistische GmbH überführt. Am 8. Oktober 1944 räumte bei der Evakuierung des Memelgebiets aufgrund der Kriegssituation die Redaktion ihren Sitz und brachte am 6. Februar 1945 die letzte Ausgabe in Heiligenbeil heraus.
Ende 1948/Anfang 1949 gründeten Friedrich Wilhelm Siebert und Heinrich Albert Kurschat (1918–1984) im westdeutschen Oldenburg erneut das Memeler Dampfboot, zunächst unter dem Namen Memeler Rundbrief. Dieser Titel war nötig, weil die Besatzungsmächte zunächst nur Rundbriefe und Mitteilungsblätter, aber keine Zeitungen für ehemalige Bewohner der deutschen Ostgebiete zuließen. Ab dem 5. Januar 1950 erschien die Zeitung dann wieder unter ihrem alten Namen Memeler Dampfboot, nun aber als Monatszeitung. 1972 musste Siebert, exakt 100 Jahre nachdem sein Großvater den Dampfboot-Verlag gekauft hatte, die Druckerei an die Firma Köhler & Foltmer (später Köhler + Bracht GmbH & Co. KG) verkaufen, die die Zeitung bis heute in Oldenburg druckt. Die Herausgeberschaft ist mit dem Tod Sieberts 1983 auf die Arbeitsgemeinschaft der Memellandkreise übergegangen.
Das Memeler Dampfboot hat eine Auflage von rund 3.000 Exemplaren pro Monat. Thematisch richtet es sich eng an der Leserschaft aus: Auf den ersten Seiten wird hauptsächlich über aktuelle Ereignisse im Memelgebiet sowie über Veranstaltungen der Memeldeutschen in Deutschland berichtet. Es folgen in der Regel historische Abhandlungen oder Geschichten aus der früheren Heimat. Zudem werden Leserbriefe, Mitteilungen der verschiedenen Memellandgruppen, ein Terminkalender sowie Todes-, Geburts- und andere Familienanzeigen publiziert.
Seit der Ausgabe 11/158 (November 2007) liegen alle drei Monate die Deutschen Nachrichten für Litauen in ihrem ursprünglichen Layout bei.